# Faff
Faff är ett verktyg i metall som används bland annat inom smides- och metallhantverk. Den har formen av en stång där ett metallstycke är fäst vid ena änden, som sedan är avrundad eller kantig beroende på tillämpningen. Verktyget används bland annat till att driva plåt vilken innebär att man kan forma plåten genom att anlägga plåten mot faffens blanka yta och sedan hamra på det så att den formas efter faffen (exempelvis med en drivhammare). Ytan ute vid faffens ände är vanligtvis blankpolerad eftersom märken och repor i faffen annars kommer att slås in i den plåt som formas. Faffen är anpassad för att kunna spännas fast i ett skruvstäd, arbetsbänk eller att kilas in i en stock, då den kan utsättas för rätt stora krafter vid arbetets gång.